# Formacja podwójnego powrotu
Formacja podwójnego powrotu, nazywana również repo lub formacją M lub W – jedna z najczęściej występujących na wykresach cenowych formacja analizy technicznej.
Formacja repo ma miejsce wówczas, jeżeli po silnym wzroście, niekoniecznie zgodnym z trendem wyższego rzędu, osiągającym pewien szczyt i trwającym przynajmniej około 8 świeczek następuje spadek, a potem powrót do poprzedniego maksimum, co ilustrują punkty A, B, C na rysunku. 

Wolumen na ogół jest większy przy pierwszym wierzchołku. Formacja podwójnego powrotu zostaje potwierdzona przez istotne przełamanie poziomu wsparcia utworzonego przez punkt B, wraz ze wzrostem wolumenu (w przypadku ruchu wzrostowego). Jeżeli to nie nastąpi trend może przebywać w fazie poziomej konsolidacji. Zasięg wybicia z poziomu wsparcia mierzony jest poprzez pionową odległość pomiędzy oporem A, B, oraz wsparciem B, co na rysunku prezentują strzałki. Po przebiciu poziomu wsparcia staje się on poziomem oporu. Jeżeli przed osiągnięciem wcześniej zmierzonego zasięgu wybicia nastąpi powrót w stronę oporu, jak w punkcie D, należy się spodziewać odbicia wykresu od tego poziomu i kontynuację ruchu we wcześniej zapoczątkowanym kierunku. Ważne jest aby poziom oporu nie został znacząco przekroczony. 
Istotnym kryterium warunkującym siłę wybicia po formacji repo jest czas jej tworzenia. Im większy odstęp czasowy i im większe odległości pomiędzy ekstremami formacji, tym większego ruchu należy się spodziewać.